# Bahnhof Hochdorf (b Horb)
Im Bahnhof Hochdorf (b Horb) mündet die Nagoldtalbahn in die Bahnstrecke Eutingen im Gäu–Schiltach ein. Er liegt etwa ein bis anderthalb Kilometer vom namensgebenden Stadtteil der Stadt Nagold entfernt an der Bundesstraße 463 (Rottweiler Straße). Obwohl näher an Hochdorf gelegen, befindet er sich auf der Gemarkung der Gemeinde Eutingen im Gäu.

## Geschichte

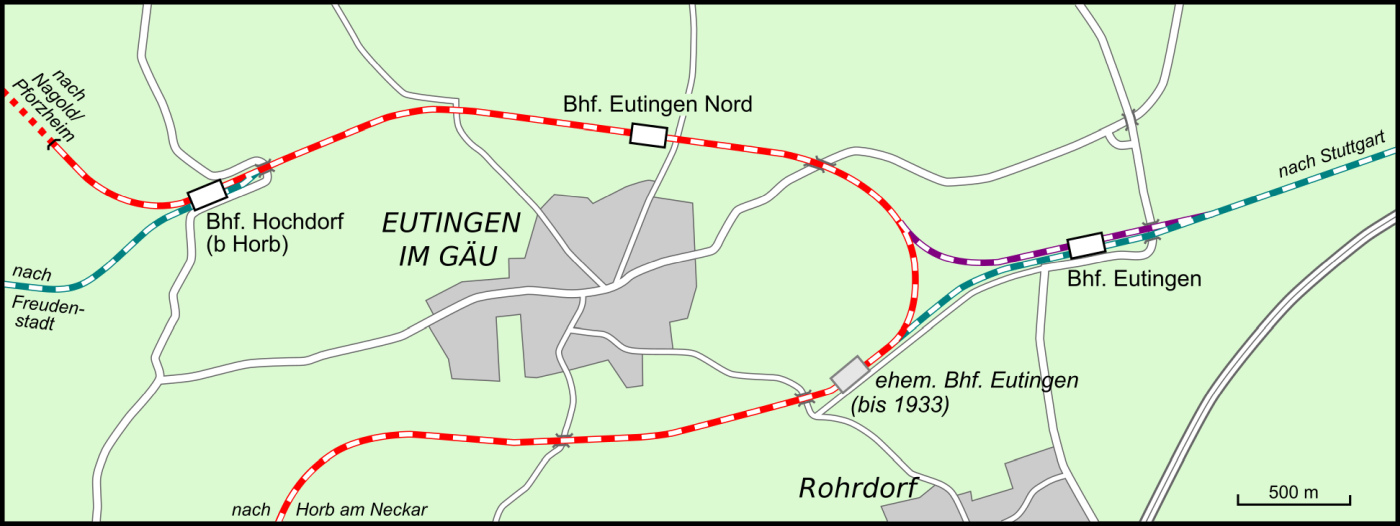
Lage des Bahnhofs Hochdorf (b Horb)

Der Bahnhof ging am 1. Juni 1874 als Zwischenbahnhof der Strecke von Pforzheim nach Horb in Betrieb und wurde mit Eröffnung der Strecke von Stuttgart nach Freudenstadt am 1. September 1879 zum Trennungsbahnhof. Seit 1912 wird die Beleuchtung mit elektrischem Strom betrieben, im Jahr 1954 wurde das Wärterstellwerk in Richtung Eutingen im Gäu außer Betrieb gesetzt und ein Fahrdienstleiter-Mittelstellwerk gebaut. Damit ging eine Vereinfachung des Spurplanes einher. Eine Einfahrt aus Richtung Nagold in das damals noch bestehende Gütergleis 4 war seitdem nicht mehr möglich. 1988 wurde die Güterverladung eingestellt.
2005 wurde der Bahnhof modernisiert. Er hat seitdem nur noch zwei Gleise mit einem Mittelbahnsteig, der höhengleich erreicht wird. Das Gleis am Hausbahnsteig ist seitdem nicht mehr vorhanden. Die alten Formsignale wurden durch Ks-Lichtsignale ersetzt und werden seitdem vom elektronischen Stellwerk am Freudenstädter Hauptbahnhof aus ferngesteuert. Seither gibt es – nachdem bereits zuvor der Fahrkartenschalter geschlossen wurde – kein Bahnpersonal mehr im Bahnhof Hochdorf (b Horb). Am 8. November 2005 wurde die Stellwerkstechnik durch Arbeiter des Signalwerkes Wuppertal demontiert und abtransportiert. Das Bahnhofsgebäude wird privat genutzt. Der Eigentümer, Besitzer von insgesamt drei Bahnhofsgebäuden in der Gegend, hat die Gebäude mit Bezug auf den historischen Hintergrund renoviert und saniert. Auf dem Bahnhofsgelände befindet sich zudem das Abbruchunternehmen des Eigentümers, welches unter anderem mit historischen Baustoffen handelt und den alten Werkstattschuppen als Maschinenlager und Werkstatt nutzt. Auch dieser Schuppen wurde restauriert und in den Originalfarben gestrichen.
Mit der Elektrifizierung des Streckenabschnitts Eutingen im Gäu–Freudenstadt, welche von April bis Dezember 2006 dauerte, ging auch der Umbau des Bahnhofs Hochdorf (b Horb) einher. Er ist seither ins Karlsruher Stadtbahnnetz eingebunden; die Betriebsaufnahme der Stadtbahn erfolgte zum Fahrplanwechsel am 10. Dezember 2006.

## Verkehr
Um 1900 hielt im Bahnhof Hochdorf auch der Bäderzug von Frankfurt und Wiesbaden über Karlsruhe, Pforzheim und Hochdorf nach Freudenstadt.
Am Bahnhof Hochdorf (b Horb) halten im Fahrplanjahr 2023 Regional-Express-, Regionalbahn- und S-Bahn-Züge. Fernverkehrszüge verkehren auf den zum Bahnhof Hochdorf führenden Strecken nicht mehr. Der Bahnhof wird durch die Deutsche Bahn AG (DB) betrieben. Zweistündlich verkehrt ein Regional-Express von Freudenstadt nach Stuttgart. In den dazwischen liegenden Stunden bedient die Albtal-Verkehrs-Gesellschaft (AVG) im Auftrag der DB ZugBus Regionalverkehr Alb-Bodensee den Bahnhof mit der Linie S8 (zuvor S41). Zusätzlich wird die Station stündlich von den Zügen der Kulturbahn bedient, die von der DB ZugBus Regionalverkehr Alb-Bodensee mit Dieseltriebwagen betrieben wird.
Nach Fertigstellung von Stuttgart 21 soll der Bahnhof Hochdorf (b Horb) mit einem Metropolexpress mit Stuttgart verbunden werden.
| Strecke | Strecke | Taktfrequenz                                                                                 | Fahrzeuge    |
| ------- | --- | -------------------------------------------------------------------------------------------- | ------------ |
| RE 14B  | Stuttgart Hbf – Böblingen – Herrenberg – Eutingen im Gäu – Hochdorf (b Horb) – Freudenstadt Hbf | 120-Minuten-Takt                                                                             | Baureihe 442 |
| S 8     | Karlsruhe Tullastraße/Alter Schlachthof – Karlsruhe Bahnhofsvorplatz – Karlsruhe Albtalbahnhof – Durmersheim – Rastatt – Gaggenau – Gernsbach – Forbach (Schwarzwald) – Baiersbronn – Freudenstadt Stadt – Freudenstadt Hbf – Dornstetten – Schopfloch (b Freudenstadt) – Hochdorf (b Horb) – Eutingen im Gäu – Bondorf (b Herrenberg) (– Herrenberg) | 120-Minuten-Takt bis Bondorf (b Herrenberg), einzelne Fahrten bis Herrenberg im Abendverkehr | Stadtbahnen  |
| RB 14B  | (Stuttgart – Böblingen –) Herrenberg – Eutingen im Gäu – Hochdorf (b Horb) | einzelne Zugpaare abends montags bis freitags                                                | Baureihe 442 |
| RB 74   | Pforzheim Hbf – Calw – Nagold – Hochdorf (b Horb) – Horb (– Rottenburg – Tübingen Hbf) | Stundentakt, Durchbindung zweistündlich nach Tübingen                                        | Baureihe 650 |